# 1910 год в музыке

## События
- 19 марта — премьера струнного квартета № 1 Белы Бартока в Будапеште[1]
- 25 июня — премьера балета «Жар-птица» Игоря Стравинского в Париже[2]
- 12 сентября — премьера Симфонии № 8 («Симфония для тысячи исполнителей») Густава Малера в Мюнхене[3]
- Октябрь — Пьетро Масканьи и Джакомо Пуччини возобновляют сотрудничество после ссоры, произошедшей в 1905 году
- 7 ноября — премьера оперетты «Непослушная Мариетта» на Бродвее[4]
- 10 ноября — Эдуард Элгар дирижирует на премьере своего скрипичного концерта, первая скрипка — Фриц Крейслер[5]
- Начало 20-летней карьеры оперной певицы-сопрано Мэри Гарден в Chicago Civic Opera[6]

## Классическая музыка
- Виктор Эвальд — симфония для духовых инструментов
- Ральф Воан-Уильямс — «Фантазия на тему Томаса Таллиса»; симфония № 1 «Морская»
- Густав Малер — симфония № 9
- Эркки Мелартин — струнный квартет № 4
- Николай Мясковский — симфоническая поэма «Тишина»; струнные квартеты № 3 и № 4
- Карл Нильсен — «At the Bier of a Young Artist» для струнного оркестра
- Арнольд Шёнберг — «Пять пьес для оркестра», опус 16
- Александр Скрябин — «Прометей (Поэма огня)»
- Игорь Стравинский — балет «Жар-птица»

## Опера
- Джакомо Пуччини — «Девушка с Запада»
- Жюль Массне — «Дон Кихот»
- Джиальдино Джиальдини — «La Bufera»
- Сантос Инчаусти — «Лиде и Ишидор»

## Родились

### Январь
- 2 января — Ренато Дионизи (ум. 2000) — итальянский композитор и музыкальный педагог
- 8 января — Фабиан Андре[англ.] (ум. 1960) — американский композитор
- 13 января — Сесар де Мендоса Лассаль (ум. 1999) — испанский дирижёр
- 19 января — Нина Рамишвили (ум. 2000) — советская и грузинская артистка балета, балетмейстер и хореограф
- 23 января — Джанго Рейнхардт (ум. 1953) — французский джазовый гитарист-виртуоз

### Февраль
- 3 февраля — Блас Галиндо[исп.] (ум. 1993) — мексиканский композитор
- 9 февраля — Анна Соколов (ум. 2000) — американская танцовщица, хореограф и музыкальный педагог
- 16 февраля — Мигель Берналь Хименес (ум. 1956) — мексиканский композитор, дирижёр, органист, музыковед и педагог
- 25 февраля — Уини Шоу (ум. 1982) — американская актриса, певица и танцовщица

### Март
- 9 марта — Сэмюэл Барбер (ум. 1981) — американский композитор и музыковед
- 11 марта — Никола Салерно[итал.] (ум. 1969) — итальянский поэт-песенник
- 12 марта — Шариф Бобокалонов (ум. 1999) — советский и таджикский композитор, дирижёр и музыкальный педагог
- 13 марта — Хосе Мария Сервера Льорет (ум. 2002) — испанский композитор, дирижёр и музыкальный педагог
- 15 марта — Анна-Лиза Бьёрлинг[швед.] (ум. 2006) — шведская оперная певица (сопрано)
- 21 марта — Карп Домбаев (ум. 2000) — советский и армянский скрипач и музыкальный педагог
- 27 марта — Манфред Букофцер (ум. 1955) — немецкий и американский музыковед

### Апрель
- 10 апреля — Абу Бакр Хайрат (ум. 1963) — египетский архитектор, композитор, пианист и педагог
- 26 апреля — Эрланд фон Кох (ум. 2009) — шведский композитор, дирижёр и педагог
- 30 апреля — Леви Селерио[англ.] (ум. 2002) — филиппинский композитор и поэт-песенник

### Май
- 4 мая — Ежи Вальдорф (ум. 1999) — польский музыкальный критик и журналист
- 8 мая — Мэри Лу Уильямс (ум. 1981) — американская джазовая пианистка, композитор и аранжировщица
- 10 мая — Феликс Галимир (ум. 1999) — американский скрипач и музыкальный педагог австрийского происхождения
- 12 мая
  - Гордон Дженкинс[англ.] (ум. 1984) — американский аранжировщик, композитор и пианист
  - Джульетта Симионато (ум. 2010) — итальянская оперная певица (меццо-сопрано)
- 13 мая — Кливант Деррикс[англ.] (ум. 1977) — американский музыкант и автор песен
- 18 мая — Александр Поличкин (ум. 1999) — советский и российский балетмейстер и танцовщик
- 23 мая — Арти Шоу (ум. 2004) — американский джазовый кларнетист, дирижёр, композитор и писатель
- 28 мая — Ти-Боун Уокер (ум. 1975) — американский блюзовый певец и гитарист

### Июнь
- 4 июня — Антон Дермота (ум. 1989) — австрийский певец (тенор) словенского происхождения
- 10 июня — Хаулин Вулф (ум. 1976) — американский блюзовый певец, гитарист, харпер и автор песен
- 17 июня — Херберт Оуэн Рид[англ.] (ум. 2014) — американский дирижёр и композитор
- 18 июня — Рэй Маккинли[англ.] (ум. 1995) — американский джазовый барабанщик, певец и бэнд-лидер
- 29 июня — Фрэнк Лессер (ум. 1969) — американский автор песен

### Июль
- 10 июля — Рафаэль Сепеда[англ.] (ум. 1996) — пуэрто-риканский композитор и музыкант
- 11 июля — Казимеж Флатау (ум. 2000) — польский клавесинист
- 15 июля 
  - Рональд Биндж[англ.] (ум. 1979) — британский композитор и аранжировщик
  - Александр Вилюманис (ум. 1980) — латвийский и советский оперный певец (баритон) и педагог
- 18 июля
  - Лу Буш[англ.] (ум. 1979) — американский продюсер, музыкант и автор песен
  - Оскар Сала (ум. 2002) — немецкий композитор и создатель музыкальных инструментов

### Август
- 1 августа — Уолтер Шарф (ум. 2003) — американский композитор
- 7 августа — Фредди Слэк[англ.] (ум. 1965) — американский пианист, композитор и бэнд-лидер
- 12 августа — Генрих Зутермайстер (ум. 1995) — швейцарский композитор
- 17 августа — Эркки Аалтонен (ум. 1990) — финский композитор и скрипач
- 24 августа — Тунде Кинг[англ.] (ум. в 1980-х) — нигерийский музыкант, создатель стиля джуджу
- 28 августа — Лора Шпёрри (ум. 2000) — швейцарская скрипачка
- 29 августа — Андрей Римский-Корсаков (ум. 2002) — советский и российский акустик и педагог, один из разработчиков эмиритона

### Сентябрь
- 3 сентября — Китти Карлайл (ум. 2007) — американская актриса и певица
- 12 сентября — Шеп Филдс[англ.] (ум. 1981) — американский бэнд-лидер
- 14 сентября — Рольф Либерман (ум. 1999) — швейцарский композитор и дирижёр
- 22 сентября — Клемент Славицкий (ум. 1999) — чехословацкий и чешский композитор
- 29 сентября — Вирджиния Брюс (ум. 1982) — американская актриса и певица

### Октябрь
- 1 октября — Андре Дюмортье[фр.] (ум. 2004) — бельгийский пианист
- 6 октября — Владимир Эдельман (ум. 1991) — советский дирижёр
- 12 октября — Норбер Гланцберг (ум. 2001) — французский композитор
- 13 октября — Отто Хоаким[англ.] (ум. 2010) — канадский альтист и композитор немецкого происхождения

### Ноябрь
- 23 ноября — Элиана Ришпен (ум. 1999) — французская пианистка

### Декабрь
- 7 декабря
  - Луи Прима (ум. 1978) — американский певец, музыкант, композитор и поэт-песенник
  - Герард Хенгевелд (ум. 2001) — нидерландский пианист, композитор и музыкальный педагог
- 14 декабря — Петер Шоймош (ум. 2000) — венгерский пианист и музыкальный педагог
- 15 декабря — Джон Генри Хэммонд (ум. 1987) — американский музыкальный продюсер и критик
- 16 декабря — Станойло Раичич (ум. 2000) — югославский и сербский композитор и музыкальный педагог
- 30 декабря — Пол Боулз (ум. 1999) — американский писатель и композитор
- 31 декабря — Малликарджун Мансур (ум. 1992) — индийский певец

### Без точной даты
- Николай Романовский (ум. 2002) — советский и российский хоровой дирижёр и музыкальный педагог

## Скончались
- 12 января — Теодор Бубек (43) — русский органист, композитор и музыкальный педагог немецкого происхождения
- 19 января — Отакар Гостинский (63) — чешский искусствовед, эстетик и публицист
- 1 февраля — Отто Юлиус Бирбаум (44) — немецкий прозаик, журналист и либреттист
- 1 марта — Пабло Девернин-и-Леграс (86/87) — кубинский пианист
- 3 марта — Гендрих Йордан (69) — лужицкий фольклорист, писатель, издатель, переводчик и педагог
- 10 марта — Карл Райнеке (85) — немецкий композитор, дирижёр и пианист
- 17 марта — Хоакин Вальверде Дуран[исп.] (64) — испанский флейтист, дирижёр и композитор
- 28 марта — Эдуар Колонн (71) — французский дирижёр и скрипач
- 30 апреля — Юлиус Блютнер (86) — немецкий производитель фортепиано
- 1 мая — Лотти Коллинз[англ.] (44) — британская певица и танцовщица
- 7 мая — Бернхард Коссман (87) — немецкий виолончелист, композитор и музыкальный педагог
- 14 мая — Алексей Аристов (67/68) — русский дерматовенеролог, композитор и собиратель фольклора
- 18 мая
  - Флоримонд Ван Дюйз[англ.] (66) — бельгийский композитор и музыковед
  - Полина Виардо (88) — французская и испанская певица, вокальный педагог и композитор
- 19 мая — Сергей Заяицкий (59) — русский врач и гитарист-любитель
- 20 мая — Жан-Батист Векерлен (88) — французский архивариус, библиотекарь, композитор, музыковед-фольклорист, музыкальный педагог и хормейстер
- 29 мая — Милий Балакирев (73) — русский композитор, пианист и дирижёр
- 13 июня — Василий Жданов (64/65) — русский контрабасист и музыкальный педагог
- 4 июля — Луи Альбер Бурго-Дюкудре[фр.] (70) — французский пианист и композитор
- 7 июля — Эмилио Узилио[итал.] (69) — итальянский дирижёр и композитор
- 14 июля — Мариус Петипа (92) — французский и российский солист балета, балетмейстер, театральный деятель и педагог
- 5 августа — Войтех Гавронский (42) — польский композитор, пианист и музыкальный педагог
- 31 августа — Эмилс Дарзиньш (34) — латышский композитор, музыкальный критик и хоровой дирижёр
- 5 сентября — Франц Ксавер Хаберль (70) — немецкий музыковед, специалист по церковной музыке
- 24 сентября — Рудольф Деллингер[нем.] (53) — немецкий композитор и капельмейстер
- 14 октября — Жорж Матиа (84) — французский пианист, композитор и музыкальный педагог
- 17 октября — Джулия Уорд Хау (91) — американская писательница и поэтесса, автор текста «Боевого гимна Республики»
- 18 октября — Альберт Шатц[нем.] (71) — немецкий музыковед, композитор и либреттист
- 19 ноября — Густав Вормс (73) — французский театральный актёр и музыкальный педагог
- 31 декабря — Иван Вознесенский (72) — русский священник, исследователь православного церковного пения
- без точной даты
  - Густаво Визельбергер (75/76) — австрийский и итальянский композитор, музыкальный педагог и общественный деятель
  - Есбай Балустаулы (67/68) — казахский кюйши и композитор